# Đồng Phúc, Thái Nguyên
Đồng Phúc là một xã của tỉnh Thái Nguyên, Việt Nam.

## Địa lý
Xã Đồng Phúc có vị trí địa lý:
- Phía đông giáp xã Thượng Minh và xã Phủ Thông
- Phía tây giáp xã Nam Cường và xã Quảng Bạch
- Phía nam giáp xã Phong Quang, xã Bạch Thông và xã Chợ Đồn
- Phía bắc giáp xã Chợ Rã và xã Ba Bể.

Xã Đồng Phúc có diện tích 199,11 km², dân số năm 2025 là 11.722 người.

## Lịch sử
Tháng 6 năm 2025, xã Đồng Phúc được thành lập trên cơ sở nhập toàn bộ diện tích tự nhiên, quy mô dân số của ba xã thuộc huyện Ba Bể: Quảng Khê (diện tích tự nhiên là 55,16 km², dân số là 4.001 người), Hoàng Trĩ (diện tích tự nhiên là 35,30 km², dân số là 1.456 người), Đồng Phúc (diện tích tự nhiên là 58,61 km², dân số là 3.188 người) và xã Bằng Phúc thuộc huyện Chợ Đồn (diện tích tự nhiên là 50,03 km², dân số là 3.077 người). Trụ sở làm việc của xã Đồng Phúc nằm tại xã Đồng Phúc cũ.

## Hành chính
Đến năm 2019, xã Đồng Phúc có các thôn Bản Chán, Cốc Coọng, Nà Đứa, Nà Cà, Tẩn Lượt, Tẩn Lùng, Nà Khâu, Nà Phạ, Cốc Phấy, Nà Bjoóc, Nà Thẩu, Khưa Quang, Lủng Mình.
Xã Quảng Khê có các thôn Chợ Lèng, Nà Chom, Nà Lẻ, Pù Lùng, Tổng Chảo, Bản Pjàn, Bản Pjạc, Lẻo Keo, Lủng Quang, Nà Vài, Nà Hai.
Xã Hoàng Trĩ có các thôn Nà Slải, Nà Cọ, Nà Lườn, Bản Duống, Nà Diếu, Coọc Mu.
Xã Bằng Phúc có các thôn Nà Pài, Bản Khiếu, Khuổi Cưởm, Nà Bay, Bản Quân, Bản Chang, Nà Hồng, Phiêng Phung, Bản Mới.